# Стайкос Стайкопулос
Стайкос Стайкопулос е герой от Гръцката война за независимост. Преди нея, той се занимава с търговия с кожи.
При избухването на въстанието, Стайкопулос застава начело на отряд поборници и се насочва към крепостта на Навплио със стратегическо местоположение – Паламиди. Крепостта, охранявана от еничари по това време, се предава в деня на свети Андрей на 29 ноември 1822 г. Превземането на Паламиди е изключителен военен подвиг, впечатлил цяла Европа и разнесъл славата на Стайкопулос по света. 
Освен това (предвид подкрепата в областта на логистиката от страна на Великобритания, Франция и Русия срещу Османската империя), след тази голяма победа, военният успех на въстаниците е фактически гарантиран.
В първите години от обявяването на независимостта на Гърция, тя е република. Последвалото заменяне на управлението й с монархическо среща съпротива сред населението и един от опонентите му е и Стайкополус. В резултат, при управлението на крал Отон I, той попада в затвора на същата тази крепост. Според официалната версия, умира от раните си при освобождаването си оттам – в караулното помещение.